# Социальные классы в Древнем Риме
Социальные классы играли важную роль в жизни римлян. Древнеримское общество было иерархическим. Свободнорождённые римские граждане были разделены на несколько классов, в зависимости от происхождения и имущественного положения. Было ещё несколько классов, которые не являлись гражданами и имели некоторые юридические права, а также рабы, лишённые всех прав.

## Патриции и плебеи
Самое широкое разделение было между патрициями, теми, кто мог проследить свою родословную до первого Сената, установленного Ромулом, и плебеями, всеми другими гражданами. Первоначально, все государственные учреждения были открыты только для патрициев, и они не могли вступать в брак с другими классами. Современные политические деятели и авторы (Кориолан, например) в Царский период и в Ранней Республике думали о плебеях как о толпе, едва способной к разумной мысли. Однако, у плебеев, у которых забирали их труд, была возможность вызвать изменения. После ряда социальных выступлений они получили право занимать должности и назначать плебейского трибуна, а также был отменён закон о запрете смешанного брака. Должность плебейского трибуна, основанная в 494 году до н. э., была главной юридической защитой против произвола патрициев. У трибунов первоначально была власть защитить любого плебея от патрицианского магистрата. Более поздние восстания вынудили Сенат предоставить трибунам дополнительные полномочия, такие как право наложить вето на законодательство. Плебейский трибун обладал неприкосновенностью, и он был обязан держать дом открытым в течение всего времени исполнения служебных обязанностей.
После этих изменений различие между статусом патриция и плебейским статусом стало менее важным. С течением времени, некоторые семьи патрициев оказывались в затруднительном положении, в то время как некоторые плебейские семьи поднялись в статусе, и состав правящего класса изменился. Некоторые патриции, например Публий Клодий Пульхр, подали прошение, чтобы получить плебейский статус, частично чтобы получить должность трибуна, но также и чтобы уменьшить бремя налогов. В Риме, как стране-участнице мировой торговли, происходили многочисленные изменения: те, которые не могли приспособиться к новым коммерческим фактам римского общества часто оказывались в положении необходимости жениться на дочерях более богатых плебеев или даже вольноотпущенников. Люди, добившиеся более высокого положения, такие как Гай Марий или Цицерон, были известны как homo novus («новый человек»). Они и их потомки становились нобилями (лат. nobiles — благородный), при этом оставаясь плебеями. Некоторые религиозные должности оставались сохраненными за патрициями, но вообще различие было в значительной степени вопросом престижа.

## Классы согласно имущественному положению
В то же самое время, перепись разделила граждан на шесть сложных классов, согласно их имущественному положению. Самые богатые были сенаторским классом, те кто имел, по крайней мере, 1 000 000 сестерциев. Членство в классе сенаторов не обязательно влекло за собой членство в Сенате. Богатство сенаторского класса было основано на наличии у них в собственности больших сельскохозяйственных угодий, и членам этого класса запретили участвовать в коммерческой деятельности. За несколькими исключениями, все политические должности были заполнены мужчинами из сенаторского класса.
Ниже них были эквиты (всадники или рыцари), с 400 000 сестерциев, которые могли участвовать в торговле и формировали влиятельный деловой класс.
Ниже всадников были ещё три класса имеющих собственность граждан; и наконец пролетарии, у которых не было никакой собственности.
Первоначально перепись должна была определить всех годных на военную службу, затем ограниченную лишь первыми пятью классами граждан (все вместе adsidui), включая всадников — тех, кто мог позволить себе содержать военную лошадь. Шестой класс, пролетарии, не могли служить до военных реформ Гая Мария в 108 г. до н. э. Во время республики классы переписи также служили коллегией выборщиков Рима. Граждане в каждом классе были зарегистрированы в центуриях, и на выборах от каждой центурии отдавался единственный голос; однако у более высоких классов было больше центурий, каждая с меньшим количеством участников. Это означало, что голос богача имел большее значение, чем голос бедняка.

## Неграждане

### Женщины
Свободнорождённые женщины принадлежали социальному классу их отцов до брака, после которого они присоединились к классу своего мужа. Вольноотпущенницы могли выйти замуж, но были запрещены браки с сенаторами или всадниками, и они не присоединялись к классу своего мужа. Рабыням разрешалось выйти замуж, в зависимости от того, позволят ли это их владельцы.

### Иностранцы
Латинское право, форма гражданства с меньшим количеством прав, чем полное римское гражданство, было первоначально применено к союзническим городам Лацио и постепенно распространилось по всей империи. Латинские граждане имели права согласно Римскому праву, но не голосовали, хотя их главные магистраты могли стать полными гражданами. Свободнорождённые иностранцы были известны как перегрины, и существовали законы, регулирующие их поведение и споры. Различия между Латинским правом и Римским продолжались до 212 г. н. э., когда Каракалла распространил полное римское гражданство на всех свободнорождённых мужчин в империи.

### Вольноотпущенники
Вольноотпущенники (лат. liberti) были освобождёнными рабами, на которых распространялось латинское право; их свободнорождённые дети были полными гражданами(во времена Империи). Их статус изменялся из поколения в поколение, в течение всего периода Республики; Тит Ливий заявляет, что вольноотпущенники в Ранней республике главным образом присоединились к более низким подклассам плебеев, в то время как Ювенал, пишущий во время Империи, когда одни только финансовые аспекты диктовали разделение классов, описывает вольноотпущенников, которые были приняты в класс всадников.
Вольноотпущенники составляли большую часть госслужащих во время ранней Империи. Многие стали чрезвычайно богатыми в результате взяток, мошенничества или других форм коррупции, или были одарёнными большими состояниями императором, которому они служили. Другие вольноотпущенники участвовали в торговле, накапливая обширные состояния, с которыми часто могли конкурировать только состояния самых богатых патрициев. Большинство вольноотпущенников, однако, присоединилось к плебейским классам, и часто были фермерами или торговцами.
Хотя вольноотпущенникам не разрешалось голосовать во время Республики и ранней Империи, детям вольноотпущенников автоматически предоставлялся статус гражданина. Например, поэт Гораций был сыном вольноотпущенника из Венузии в южной Италии.
Многие из сатир Ювенала содержат гневные осуждения претензий богатых вольноотпущенников, некоторые из которых «с мелом рабского рынка ещё на их пятке». Хотя сам также сын вольноотпущенника, Ювенал прежде всего видел в этих успешных мужчинах «новых богачей», которые слишком хвастались их богатством (часто добытым нечестным путём).

### Рабы
Рабы (лат. servi [сервы]) по большей части произошли от должников и от военнопленных, особенно женщин и детей, захваченных во время военных кампаний в Италии, Испании и Карфагене. Во времена Поздней Республики и Империи, большинство рабов прибыло из недавно завоеванных областей: Галлии (известной как Франция сегодня), Великобритании, Северной Африки, Ближнего Востока и местности, являющейся ныне восточной Турцией.
Рабы первоначально не имели никаких прав. Однако, по прошествии времени, Сенат, и позже императоры, установили, что законодательство должно защищать жизнь и здоровье рабов. Но пока рабство не было отменено, римские мужчины обычно использовали своих рабов в сексуальных целях. Гораций, например, пишет о любви к своей молодой, привлекательной рабыне. Дети рабынь сами были рабами. Но во многих случаях завещатели (например, Тацит) освобождали своих детей, считая их законными наследниками.